# Gau Thüringen

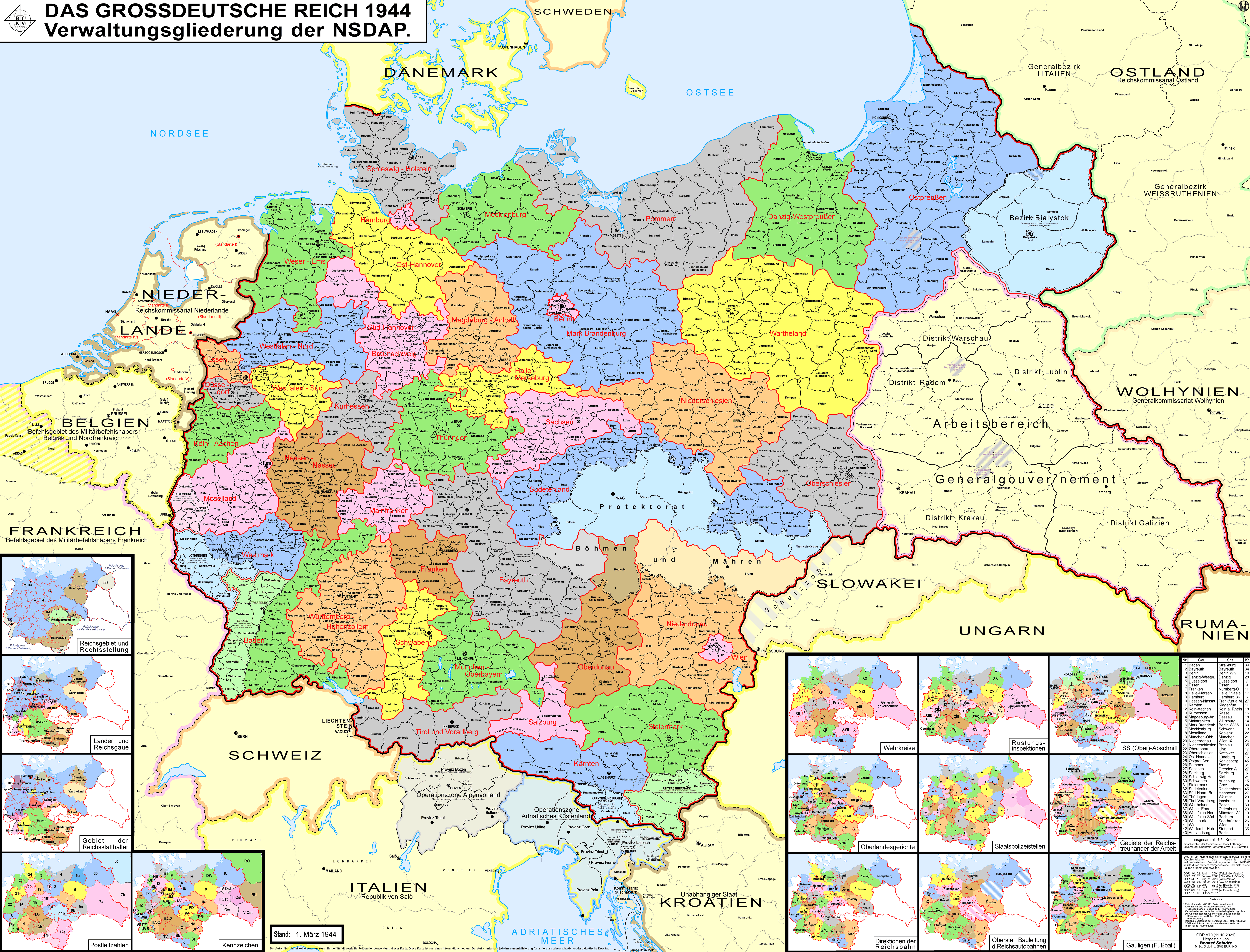
Gaue des Deutschen Reiches 1944

Der Gau Thüringen war eine Verwaltungseinheit der NSDAP.

## Geschichte und Struktur
Hitler ernannte 1925 den eher nationalreligiösen Schriftsteller Artur Dinter zum NSDAP-Gauleiter von Thüringen. Zugleich wurde Dinter Herausgeber der in Weimar erscheinenden Zeitung „Der Nationalsozialist“. Für seine Treue zur Partei erhielt Dinter die niedrige Parteinummer 5. Fritz Sauckel war Geschäftsführer im Gau Thüringen (Mitgliedsnr. 1.395) und stürzte 1927 Dinter mit Unterstützung Adolf Hitlers. Der Gau entwickelte sich in dieser Zeit zum sogenannten „Trutzgau“ des Reiches. Hier fand 1926 der erste Reichsparteitag nach dem Hitler-Putsch statt, auf dem die Hitler-Jugend gegründet wurde. Mit den Wahlerfolgen der NSDAP 1929 zog Sauckel in den Thüringer Landtag ein und wurde NSDAP-Fraktionsvorsitzender unter der Baum-Frick-Regierung, in der die Partei zum ersten Mal an einer deutschen Landesregierung beteiligt war. 1930 wurde an der Universität Jena ein „Lehrstuhl für Rassefragen und Rassenkunde“ eingerichtet, um die NS-Rassenideologie auf eine wissenschaftliche Basis zu stellen (Rassenhygiene). Die Antrittsvorlesung von Hans F. K. Günther „Die Ursachen des Rassenwandels der Bevölkerung Deutschlands seit der Völkerwanderungszeit“ besuchten unter anderen Adolf Hitler und Hermann Göring. Nach dem Wahlsieg im Juli 1932 stellte die NSDAP mit 42,5 % der Stimmen die Regierung, der Thüringer Landtag wählte Sauckel am 26. August 1932 zum Staatsminister des Inneren. Er übernahm zunächst auch den Vorsitz der Landesregierung. Damit waren der Gau und das Land in einer Hand.
Nach der Reichstagswahl März 1933 wurde Sauckel am 5. Mai Reichsstatthalter in Thüringen. Ministerpräsident des Landes Thüringen wurde am 8. Mai 1933 ein Alter Kämpfer, Willy Marschler MdR, der das Amt bis April 1945 innehatte. Allerdings gehörten auch der preußische Regierungsbezirk Erfurt und der Landkreis Herrschaft Schmalkalden zum Parteigau, so dass Sauckel für diese Gebiete noch Rücksicht auf den Oberpräsidenten der preußischen Provinz Sachsen (Curt von Ulrich) bzw. der Provinz Hessen-Nassau (Philipp von Hessen) nehmen musste. Erst 1944 übernahm er auch diese Funktion für Erfurt. Seine vorherigen Versuche, einen „Super-Gau“ Thüringen zu bilden, waren auf der Reichsebene gestoppt worden. Allerdings war der Regierungspräsident von Erfurt Otto Weber (Politiker, 1894) zugleich der NS-Kreisleiter von Weimar und Erfurt und damit dem Gauleiter unterstellt.
Die Gauleitung saß in Weimar, Adolf-Hitler-Straße 7. Heinrich Siekmeier übernahm zunächst die Geschäftsführung des Verlags „Der Nationalsozialist“, dann die Geschäftsführung des Gaus, bevor er als Gauorganisations- und Gaupersonalamtsleiter und stellvertretender Gauleiter arbeitete. Die Gauführerschule war die Staatsschule für Führertum und Politik in Egendorf. Gauschulungsleiter wurde 1936 der HJ-Funktionär Herbert Haselwander. 1933 übernahm Paul Papenbroock MdR die Leitung des Amtes für Erzieher und des NSLB im Gau.
Gauwirtschaftsberater waren Heinrich Bichmann MdL ab 1931, Staatskommissar für Wirtschaft (Industrie- und Handelskammern) in Thüringen, Otto Eberhardt bis 1939, Bergwerksdirektor in Karlsbad und Ministerialrat im Thüringischen Wirtschaftsministerium, sowie Walther Schieber, Chemiker und Leiter der Industrieabteilung der Wirtschaftskammer ab 1939.

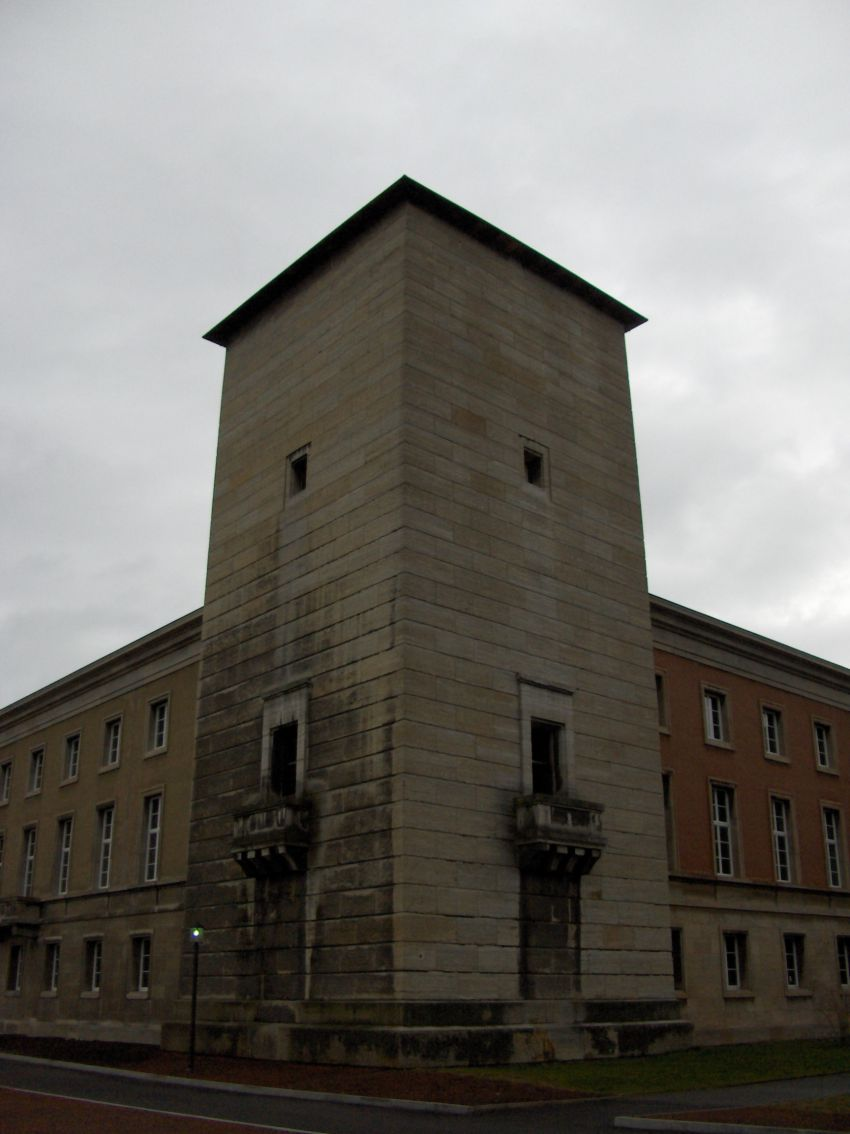
Gauforum Weimar: Aufmarschplatz der NS-Führung und Beispiel nationalsozialistischer Architektur

Sauckels Hauptanliegen war die Profilierung Thüringens zum „Mustergau“, wofür er den Ausbau Weimars zu einer repräsentativen Gauhauptstadt betrieb, zumal Hitler den Ort sehr schätzte. Deutlich wird dies 1938 im Neubau des von Hitler bevorzugten „Hotel Elephant“ am Marktplatz. Herzstück war das „Gauforum Weimar“ (Weimarplatz) mit Bauten für Reichsstatthalterei und Gauleitung, Parteigliederungen, Deutsche Arbeitsfront und Wehrmacht sowie einer für 20.000 Zuschauer konzipierten „Halle der Volksgemeinschaft“, um eine Kulisse für die Inszenierung der NS-Volksgemeinschaft in Massenveranstaltungen zu werden. Das Bauprojekt wurde als einzige regionale NS-Machtzentrale in Deutschland fast fertiggestellt. Klassikerstätten wie das Goethe-Nationalmuseum und eine Nietzsche-Gedenkhalle (nicht fertiggestellt) in Ergänzung zum Nietzsche-Archiv umrandeten dies. Medium der NS-Kulturpolitik wurde die Landesuniversität Jena, seit 1934 „Friedrich-Schiller-Universität“, besonders durch die Rassenkunde. 1939 wurde in Jena Karl Astel, 1933 Begründer des Landesamtes für Rassewesen, als erster „Rasseforscher“ an zum Rektor einer deutschen Universität. Der Euthanasie fielen Tausende Psychiatriepatienten zum Opfer. Das Programm wurde in Thüringen v. a. in den Heilanstalten Blankenhain, Hildburghausen, Pfafferode und Stadtroda durchgeführt, wobei ca. 630 Patienten ums Leben kamen. Hinzu kam die „Kindereuthanasie“ in Stadtroda. 
Sauckel wurde auch in der Wirtschaftspolitik aktiv. Die Enteignung und „Arisierung“ des Suhler Waffen- und Fahrzeugwerkes der jüdischen Familie Simson 1935 legte den Grundstein für die Wilhelm-Gustloff-Stiftung. Als NS-Musterbetrieb verlieh sie dem neuen Inhaber ökonomische Macht. Am 27. Mai 1936 gründete Sauckel die Stiftung in Weimar und wurde durch Adolf Hitler zum Stiftungsführer dieses Rüstungskonzerns ernannt. Am 1. September 1939 wurde er Reichsverteidigungskommissar für den Wehrkreis IX in Kassel, am 21. März 1942 Generalbevollmächtigter für den Arbeitseinsatz. Damit war er für die Deportation und Organisation etwa fünf Millionen ausländischer Arbeitskräfte nach Deutschland verantwortlich, die für die deutsche Industrie und Landwirtschaft Zwangsarbeit verrichten mussten. Besonders durch den Bau unterirdischer Fabriken vermehrte sich deren Zahl, so bei Nordhausen-KZ Mittelbau-Dora. Mutmaßlich wurde ein Führerhauptquartier im Jonastal als letzte „Festung“ vorbereitet. In Nohra, Bad Sulza (ab 1933) bestanden Konzentrationslager, bei Ettersberg-Hottelstedt ab 1937 das große Konzentrationslager Buchenwald. Am 4. April 1945 wurden Insassen des Gestapogefängnisses im Marstall Weimar und Häftlinge des Landgerichtsgefängnisses ermordet. Insgesamt wurden in diesem Kriegsendphasenverbrechen über 140 Menschen in einem Wäldchen bei Weimar erschossen.
Gauleiter waren
- Arthur Dinter (April 1925 – 30. September 1927)
- Fritz Sauckel (30. September 1927 – April 1945)

Stellvertretende Gauleiter waren
- Hans Severus Ziegler (1925 – 1931)
- Fritz Wächtler (15. Juni 1932 – Dezember 1935)
- Heinrich Siekmeier (1. März 1936 – 1945)

## Einzelbelege
1. ↑  Adressbuch NSDAP 1940